# Acanthinula spinifera
Acanthinula spinifera là một loài ốc sên hô hấp trên cạn cỡ nhỏ, là động vật thân mềm chân bụng có phổi sống trên cạn thuộc họ Valloniidae. Nó là loài đặc hữu của Tây Ban Nha.